# Kepoh (Toboali)
Kepoh is een bestuurslaag in het regentschap Bangka Selatan van de provincie Bangka-Belitung, Indonesië. Kepoh telt 2145 inwoners (volkstelling 2010).